# دايفيد يونغ
دايفيد يونغ (بالإنجليزية: David Young)‏ هو لاعب كرة قدم أمريكية ولاعب كرة قدم كندية أمريكي، ولد في 17 مايو 1979 في كولومبيا في الولايات المتحدة.

## وصلات خارجية
- دايفيد يونغ على موقع مرجع كرة القدم المحترفة.كوم (الإنجليزية)